# چاه غلامعلی
ابرون، روستایی از توابع بخش یزدان‌آباد شهرستان زرند در استان کرمان ایران است.

## جمعیت
این روستا در دهستان یزدان‌آباد قرار دارد و براساس سرشماری مرکز آمار ایران در سال ۱۳۹۵، جمعیت آن ۶۹ نفر (۲۰ خانوار) بوده‌است.